# Шесть степеней свободы

Шесть степеней свободы

Шесть степеней свободы (часто употребляется аббревиатура 6DoF, от англ. Six degrees of freedom) — указывает на возможность физического тела совершать геометрическое движения в трёхмерном пространстве, а именно: двигаться вперёд/назад, вверх/вниз, влево/вправо (в декартовой трёхмерной системе координат), а также совершать повороты Эйлера вокруг каждой из трёх взаимно перпендикулярных осей (рыскание, тангаж, крен), без вращения и без дополнительных векторов..

## Пояснение
Известно, что перемещение по любому вектору в пространстве можно представить в виде суммы трёх элементарных перемещений по базовым векторам вдоль каждой из осей, причём каждое такое элементарное перемещение невыводимо из двух других. Произвольный поворот формы в пространстве также может быть задан последовательностью поворотов вокруг каждой из осей (по Эйлеру). Отсюда количество 6 (шесть).
Поскольку движение вдоль каждой из трёх осей не зависит от движения по остальным двум и вращения вокруг любой из осей, движение действительно имеет 6 степеней свободы.

## В компьютерных играх
Принцип построения компьютерных игр с шестью степенями свободы (чаще с отсутствием гравитации и/или полетами) заключается в придании игроку способности управлять передвижением и ориентацией в пространстве по всем осям. Используеться в большинстве компьютерных игр типа 3D. Классическими примерами игр с шестью степенями свободы служат Descent и её сиквелы, Homeworld и Zone Of The Enders, шутер от первого лица Shattered Horizon, а также множество авиасимуляторов.